# Komi cherche ses mots
Komi cherche ses mots (古見さんは、コミュ症です。, Komi-san wa, komyushō desu.) est une série de manga japonaise par Tomohito Oda. Elle est prépubliée dans le magazine Weekly Shōnen Sunday de Shōgakukan depuis mai 2016 à janvier 2025, et trente-sept volumes tankōbon sont parus au 18 mars 2025. La version française est publiée par Pika Édition depuis juillet 2022.
Une adaptation en drama live action de huit épisodes est diffusée de septembre à novembre 2021, et une adaptation en série d'animation produite par le studio OLM est diffusée d'octobre à décembre de la même année. Une deuxième saison est diffusée d'avril à juin 2022. La série est diffusée par Netflix à l'international.
En décembre 2021, plus de six millions d'exemplaires du manga Komi cherche ses mots sont en circulation. En 2022, le manga remporte le 67e Prix Shōgakukan dans la catégorie shōnen.

## Synopsis
Dès le jour de son entrée au lycée privé d'élite d'Itan, Shôko Komi atteint une grande popularité grâce à sa beauté stoïque et son élégance raffinée. Seul Hitohito Tadano, un écolier extrêmement moyen assis à côté d'elle, découvre que derrière son apparence, Komi souffre d'un grave trouble de la communication. Par la suite, Tadano se résout à aider Komi à atteindre son objectif de se faire cent amis. 

## Personnages
Note: La plupart des noms des personnages sont basés sur des jeux de mots en Japonais. Voir les descriptions de chaque personnage.
Shoko Komi (古見 硝子, Komi Shōko)
Komi est une lycéenne souffrant d'une anxiété sociale extrême, rendant la communication avec autrui laborieuse. Elle exprime souvent ses pensées par écrit. Cependant, grâce à sa beauté et à son apparence stoïque, elle est très populaire parmi ses camarades de classe. Son objectif est de se lier d'amitié avec cent personnes avant la fin du lycée. Plus tard dans le manga, Tadano et elle se mettent en couple. Son nom Komi, lorsqu'il est écrit dans l'ordre japonais, fait référence au terme japonais komyushō (コミュ症, trouble de la communication).
Hitohito Tadano (只野 仁人, Tadano Hitohito)
Tadano est le voisin de classe de Komi qui découvre par inadvertance son trouble de la communication. Il se lie d'amitié avec elle et lui promet de l'aider à réaliser son rêve d'avoir 100 amis, lui étant le premier. Plus tard dans le manga, Komi et lui deviennent un couple. Son nom est composé de tada no hito (ただの人) qui signifie « une personne ordinaire, moyenne », et de hito (仁) qui signifie « humain, compatissant ».
Najimi Osana (長名 なじみ, Osana Najimi)
Najimi est une amie d'enfance de Tadano et se présente alternativement comme un garçon ou une fille. Son nom, osananajimi (幼馴染), signifie littéralement « amie d'enfance ».
Ren Yamai (山井 恋, Yamai Ren)
Yamai est une fille avec une étrange obsession pour Komi et qui est extrêmement hostile envers ceux qui s'approchent trop d'elle, en particulier Tadano. Son nom de famille est homophone du mot japonais yamai (病), signifiant « maladie », tandis que « Ren » est une lecture différente du kanji 愛, signifiant « amour ». Son nom fait également référence à sa nature yandere.
Himiko Agari (上理 卑美子, Agari Himiko)
Agari est une fille anxieuse, qui se voit elle-même comme le chien de Komi. Son nom est un jeu de mots sur agari shō (trac) et hikyō (lâcheté), faisant référence à son anxiété de parler devant les autres.
Makeru Yadano (矢田野 まける, Yadano Makeru)
Yadano est une fille qui se considère comme l'éternelle rivale de Komi et qui cherche à la battre dans tous les domaines, même les plus superficiels. Son nom est un jeu de mots avec une expression qui signifie « déteste perdre ».

## Manga
Komi cherche ses mots est écrit et illustré par Tomohito Oda (ja) . Avant sa sérialisation, un chapitre unique est publié dans le Weekly Shōnen Sunday de Shōgakukan le 16 septembre 2015 ,. La série commence sa prépublication dans le même magazine le 18 mai 2016 et se termine le 29 janvier 2025. Le premier volume relié paraît le 16 septembre 2016. Au 18 mars 2025, trente-sept volumes ont été publiés. Le 6 avril 2022, Pika Édition annonce lors d'un live Twitch qu'elle éditera la version française de la série à partir du 6 juillet 2022 avec la parution simultanée des deux premiers tomes. 

## Anime

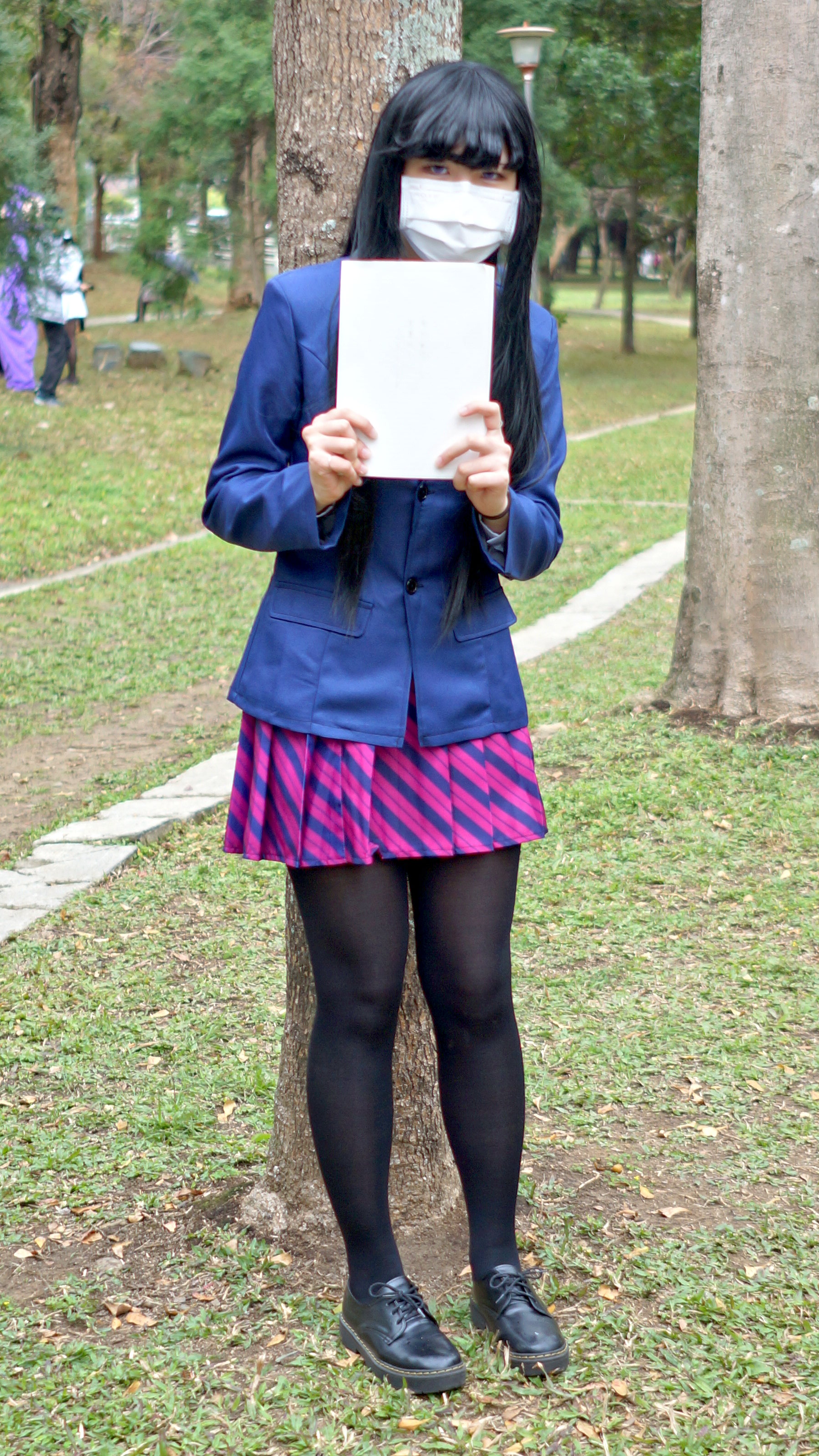
Cosplay de Shôko Komi.

Le 11 mai 2021, une adaptation en série d'animation produite par le studio OLM est annoncée. La série est dirigée par Kazuki Kawagoe, avec Ayumu Watanabe en tant que directeur en chef, les scénarios sont signés Deko Akao, les dessins de personnages par Atsuko Nakajima et la musique par Yukari Hashimoto,. La série est diffusée sur TV Tokyo du 7 octobre au 23 décembre 2021,. Netflix diffuse la série à l'international sur une base hebdomadaire du 21 octobre 2021 au 6 janvier 2022. Cider Girl (ja) interprète le thème d'ouverture de la série intitulé Cendrillon, tandis que Kitri (ja) interprète le thème de fin de la série nommé Hikareinochi,.
Le 23 décembre 2021, Netflix annonce qu'une deuxième saison pour l'anime Komi cherche ses mots est en préparation. Elle est diffusée entre le 7 avril et le 23 juin 2022 au Japon, et entre le 27 avril et le 13 juillet sur Netflix. Miku Itō interprète le thème d'ouverture « Ao 100 Iro », tandis que FantasticYouth (ja) interprète le thème final « Koshaberi Biyori ».

### Distribution

#### Personnages principaux
| Personnages     | Voix japonaises | Voix françaises |
| --------------- | --------------- | --------------- |
| La narratrice   | Noriko Hidaka   | Agnès Manoury   |
| Shoko Komi      | Aoi Koga        | Caroline Combes |
| Hitohito Tadano | Gakuto Kajiwara | Arnaud Laurent  |

#### Les élèves
| Personnages       | Voix japonaises   | Voix françaises     |
| ----------------- | ----------------- | ------------------- |
| Najimi Osana      | Rie Murakawa      | Fanny Bloc          |
| Ren Yamai         | Rina Hidaka       | Anaïs Delva         |
| Makeru Yadano     | Ami Maeshima      | Jessica Barrier     |
| Nene Onemine      | Ruriko Aoki       | Charlyne Pestel     |
| Himiko Agari      | Yukiyo Fujii      | Karl-Line Heller    |
| Omoharu Nakanaka  | Rumi Okubo        | Isabelle Volpé      |
| Chika Netsuno     | Megumi Han        | Nathalie Bienaimé   |
| Shigeo Chiarai    | Kenji Akabane     | Jean-Michel Vaubien |
| Taisei Sonoda     | Yuga Satō         | Rémi Gutton         |
| Mono Shinobino    | Kensho Ono        | Maxime Hoareau      |
| Katou Mikuni      | Fumiko Uchimura   | Estelle Darazi      |
| Ayami Sasaki      | Minami Takahashi  | Clara Soares        |
| Naruse Shisuto    | Katsuyuki Miura   | Adrien Larmande     |
| Amami Sato        | Live Mukai        | Jessica Barrier     |
| Makoto Katai      | Shin'ichirō Kamio | Juan Llorca         |
| Chushaku Kometani | Shotaro Uzawa     | Grégory Laisné      |
| Eiko Ushiroda     | Mari Uchiyama     | Valérie Bachère     |

#### Autres
| Personnages     | Voix japonaises   | Voix françaises   |
| --------------- | ----------------- | ----------------- |
| Hitomi Tadano   | Maaya Uchida      | Karl-Line Heller  |
| Shosuke Komi    | Junya Enoki       | Rémi Gutton       |
| Akira Komi      | Kaede Hondo       | Valérie Bachère   |
| Kamiko Arai     | Rika Nagae        | Isabelle Volpé    |
| Maa             | Shin'ichirō Kamio | Laurent Blanpain  |
| Tatsuhito Akido |                   | Maxime Hoareau    |
| Chocolat        | Urara Takano      | Nathalie Bienaimé |
| Ryouko Tenjouin | Maaya Uchida      | Nathalie Bienaimé |

### Liste des épisodes

#### Saison 1
| No                                   | Titre français                                                          | Titre japonais                                                                           | Titre japonais                                                                                                 | Date de 1re diffusion |
| No                                   | Titre français                                                          | Kanji                                                                                    | Rōmaji | Date de 1re diffusion |
| ------------------------------------ | ----------------------------------------------------------------------- | ---------------------------------------------------------------------------------------- | --- | --------------------- |
| 1                                    | C'est juste que j'aimerais pouvoir parler                               | 喋りたいんです。                                                                         | Shaberitain desu.                                                                                              | 7 octobre 2021        |
| Sortie mondiale le 21 octobre 2021.  |                                                                         |                                                                                          | |                       |
| 2                                    | C'est juste un ami d'enfance. Et plus encore.                           | 幼馴染です。/ 殺し屋じゃないです。/ はじめてのおつかいです。                             | Osananajimi desu./ Koroshiya ja nai desu./ Hajimete no otsukai desu.                                           | 14 octobre 2021       |
| Sortie mondiale le 28 octobre 2021.  |                                                                         |                                                                                          | |                       |
| 3                                    | C'est juste le trac. Et plus encore.                                    | あがり症です。/ 携帯電話です。/ 委員会決めです。/ 間違い電話です。/ 齋藤さんです。       | Agarishō desu./ Keitai denwa desu./ Iinkai kime desu./ Machigai denwa desu./ Saitō-san desu.                   | 21 octobre 2021       |
| Sortie mondiale le 4 novembre 2021.  |                                                                         |                                                                                          | |                       |
| 4                                    | C'est juste une visite médicale. Et plus encore.                        | 身体検査です。/ 恋です。                                                                 | Shintai kensa desu./ Ren desu.                                                                                 | 28 octobre 2021       |
| Sortie mondiale le 11 novembre 2021. |                                                                         |                                                                                          | |                       |
| 5                                    | C'est juste mon uniforme d'été. Et plus encore.                         | 夏服です。/ 体力測定です。/ ヤサイニンニクアブラマシマシカラメです。/ 血の契約です。     | Natsufuku desu./ Tairyoku sokutei desu./ Yasai ninniku abura mashi mashi karame desu./ Chi no keiyaku desu.    | 4 novembre 2021       |
| Sortie mondiale le 18 novembre 2021. |                                                                         |                                                                                          | |                       |
| 6                                    | C'est juste une blague. Et plus encore.                                 | ギャグです。/ 買い物です。/ 美容院です。/ モヤモヤです。/ テスト勉強です。/ 夏休みです。 | Gyagu desu./ Kaimono desu./ Biyōin desu./ Moyamoya desu./ Tesuto benkyō desu./ Natsuyasumi desu.               | 11 novembre 2021      |
| Sortie mondiale le 25 novembre 2021. |                                                                         |                                                                                          | |                       |
| 7                                    | C'est juste la piscine. Et plus encore.                                 | プールです。/ かき氷です。/ 図書館です。/ 公園です。                                     | Pūru desu./ Kakigōri desu./ Toshokan desu./ Kōen desu.                                                         | 18 novembre 2021      |
| Sortie mondiale le 2 décembre 2021.  |                                                                         |                                                                                          | |                       |
| 8                                    | C'est juste Obon. Et plus encore.                                       | お盆です。/ お祭りです。/ 夏休みも終わりです。                                           | Obon desu./ Omatsuri desu./ Natsuyasumi mo owari desu.                                                         | 25 novembre 2021      |
| Sortie mondiale le 9 décembre 2021.  |                                                                         |                                                                                          | |                       |
| 9                                    | C'est juste un enfant de la campagne. Et plus encore.                   | 田舎の子です。/ テレビゲームです。/ アルバイトです。/ 顔にゴミがついてます…です。        | Inaka no ko desu./ Terebi gēmu desu./ Arubaito desu./ Kao ni gomi ga tsuitemasu... desu.                       | 2 décembre 2021       |
| Sortie mondiale le 16 décembre 2021. |                                                                         |                                                                                          | |                       |
| 10                                   | C'est juste une journée de sport. Et plus encore.                       | 体育祭です。/ ちょっと苦しいような気持ちです。/ プリントシールです。                     | Taiikusai desu./ Chotto kurushii yō na kimochi desu./ Purinto shīru desu.                                      | 9 décembre 2021       |
| Sortie mondiale le 23 décembre 2021. |                                                                         |                                                                                          | |                       |
| 11                                   | C'est juste des propositions pour le festival culturel. Et plus encore. | 文化祭の出し物です。/ 文化祭準備です。/ チラシ配りです。/ 文化祭前日です。/メイドです。  | Bunkasai no dashimono desu./ Bunkasai junbi desu./ Chirashi kubari desu./ Bunkasai zenjitsu desu./ Meido desu. | 16 décembre 2021      |
| Sortie mondiale le 30 décembre 2021. |                                                                         |                                                                                          | |                       |
| 12                                   | C'est juste le festival culturel.                                       | 文化祭です。/ 後夜祭です。/ 打ち上げです。                                               | Bunkasai desu./ Kōyasai desu./ Uchiage desu.                                                                   | 23 décembre 2021      |
| Sortie mondiale le 6 janvier 2022.   |                                                                         |                                                                                          | |                       |

#### Saison 2
| No                                  | Titre français                                                     | Titre japonais                                                           | Titre japonais                                                                             | Date de 1re diffusion |
| No                                  | Titre français                                                     | Kanji                                                                    | Rōmaji                                                                                     | Date de 1re diffusion |
| ----------------------------------- | ------------------------------------------------------------------ | ------------------------------------------------------------------------ | ------------------------------------------------------------------------------------------ | --------------------- |
| 13 (1)                              | C'est juste le début de l'hiver. Et plus encore.                   | 冬の訪れです。/ 冬の訪れです。/ 中々さんちで勉強です。/ 期末テストです。 | Fuyu no otozure desu./ Furyō desu./ Nakanaka-san chi de benkyō desu./ Kimatsu tesuto desu. | 7 avril 2022          |
| Sortie mondiale le 27 avril 2022.   |                                                                    |                                                                          |                                                                                            |                       |
| 14 (2)                              | C'est juste un typhon. Et plus encore.                             | 台風です。/ ネコカフェです。/ 妄想です。/ 愛してるゲームです。           | Taifū desu./ Neko kafe desu./ Mōsō desu./ Ai shiteru gēmu desu.                            | 14 avril 2022         |
| Sortie mondiale le 4 mai 2022.      |                                                                    |                                                                          |                                                                                            |                       |
| 15 (3)                              | C'est juste une pensée. Et plus encore.                            | 気持ちです。/ 妄想です。/ お昼のお誘いです。/ 石焼き芋です。             | Kimochi desu./ Mōsō desu./ Ohiru no osasoi desu./ Ishi yakiimo desu.                       | 21 avril 2022         |
| Sortie mondiale le 11 mai 2022.     |                                                                    |                                                                          |                                                                                            |                       |
| 16 (4)                              | C'est juste un joyeux Noël.                                        | メリークリスマス…です。                                                  | Merī kurisumasu… desu.                                                                     | 28 avril 2022         |
| Sortie mondiale le 18 mai 2022.     |                                                                    |                                                                          |                                                                                            |                       |
| 17 (5)                              | C'est juste un bonhomme de neige. Et plus encore.                  | 雪だるまです。/ 雪合戦です。/ 年末です。/ 元旦です。                     | Yukidaruma desu./ Yukigassen desu./ Nenmatsu desu./ Gantan desu.                           | 5 mai 2022            |
| Sortie mondiale le 25 mai 2022.     |                                                                    |                                                                          |                                                                                            |                       |
| 18 (6)                              | C'est juste une nouvelle année pour tout le monde. Et plus encore. | それぞれのお正月です。/ アイススケートです。/ 風邪です。                 | Sorezore no oshōgatsu desu./ Aisu sukēto desu./ Kaze desu.                                 | 12 mai 2022           |
| Sortie mondiale le 1er juin 2022.   |                                                                    |                                                                          |                                                                                            |                       |
| 19 (7)                              | C'est juste un malentendu. Et plus encore.                         | 誤解です。/ 幻覚です。/ ナルシストです。/ 修学旅行の班決めです。         | Gokai desu./ Genkaku desu./ Narushisuto desu./ Shūgakuryokō no han kime desu.              | 19 mai 2022           |
| Sortie mondiale le 8 juin 2022.     |                                                                    |                                                                          |                                                                                            |                       |
| 20 (8)                              | C'est juste le voyage scolaire.                                    | 修学旅行です。                                                           | Shūgakuryokō desu.                                                                         | 26 mai 2022           |
| Sortie mondiale le 15 juin 2022.    |                                                                    |                                                                          |                                                                                            |                       |
| 21 (9)                              | C'est juste le deuxième jour du voyage scolaire.                   | 修学旅行2日目です。                                                      | Shūgakuryokō 2-nichi-me desu.                                                              | 2 juin 2022           |
| Sortie mondiale le 22 juin 2022.    |                                                                    |                                                                          |                                                                                            |                       |
| 22 (10)                             | C'est juste la Saint-Valentin.                                     | バレンタインです。                                                       | Barentain desu.                                                                            | 9 juin 2022           |
| Sortie mondiale le 29 juin 2022.    |                                                                    |                                                                          |                                                                                            |                       |
| 23 (11)                             | C'est juste des collants déchirés. Et plus encore.                 | 伝線です。/ 鬼に金棒です。/ 甘いです。/ ケンカです。                     | Densen desu./ Oninikanabō desu./ Amai desu./ Kenka desu.                                   | 16 juin 2022          |
| Sortie mondiale le 6 juillet 2022.  |                                                                    |                                                                          |                                                                                            |                       |
| 24 (12)                             | C'est juste le White Day. Et plus encore.                          | ホワイトデーです。/ 1年間です。                                          | Howaitodē desu./ 1-nenkan desu.                                                            | 23 juin 2022          |
| Sortie mondiale le 13 juillet 2022. |                                                                    |                                                                          |                                                                                            |                       |

### Drama
Une adaptation de la série de manga en drama live de huit épisodes est diffusée sur NHK General TV du 6 septembre au 1er novembre 2021. Aiko interprète la chanson-thème de la série.

## Accueil

### Réception critique
Dans une critique du premier volume par Anime News Network, Rebecca Silverman qualifie la série de « petite histoire sympathique avec de l'humour définitivement amusante à lire ». Faye Hopper estime qu'il est difficile de dire si l'humour de la série réside dans le « comportement apparemment farfelu et absurde » de Komi ou s'il s'agit d'une « représentation légitime de l'anxiété dont on rit parce qu'on s'y identifie ». Hopper qualifie également le personnage de Najimi de « punchline transphobe », critiquant les blagues sur sa fluidité de genre, les qualifiant d'« extrêmement mauvais goût », et « sapant le message du livre en faisant la lumière sur une communauté déjà marginalisée ». Néanmoins, Hopper déclare que la série « réussit en dépit d'une prémisse potentiellement nocive », soulignant que les autres personnages sont « tout aussi dysfonctionnels que l'éponyme Komi, créant une base solide de compassion et faisant un bon travail de ne pas la faire passer pour une aberration sociale ».

### Ventes
En septembre 2018, plus de 2 millions d'exemplaires des dix premiers volumes du manga sont en circulation. En décembre 2021, ce sont plus de 6 millions d'exemplaires en circulation alors que vingt volumes sont parus.

### Prix et récompenses
Komi cherche ses mots remporte le 67e Prix Shōgakukan dans la catégorie shōnen en 2022.
La série se classe première dans un sondage de 2020 mené par AnimeJapan pour « l'adaptation en anime la plus attendue ».
La série remporte le prix de la « meilleure comédie » lors de la 6e édition des Crunchyroll Anime Awards en 2022. Shoko Komi est également nommée dans la catégorie « Meilleur personnage féminin » tandis que la série est nommée dans la catégorie « Meilleure romance ».